# Matyáš Šapovaliv
Matyáš Šapovaliv (* 12. února 2004 Kladno) je český hokejový útočník hrající za tým Henderson Silver Knights v AHL. Ve vstupním draftu 2022 si jej ve 2. kole, jako 48. celkově, vybral tým Vegas Golden Knights.

## Statistiky

### Klubové statistiky
| Sezóna      | Klub                     | Soutěž      |     | Základní část | Základní část | Základní část | Základní část | Základní část |   | Play off | Play off | Play off | Play off | Play off |
| Sezóna      | Klub                     | Soutěž      | Z   | G             | A             | B             | TM            | Z             | G | A        | B        | TM       |          |          |
| 2020/21     | Rytíři Kladno            | ČHL-20      | 6   | 4             | 7             | 11            | 2             | —             | — | —        | —        | —        |          |          |
| 2020/21     | Rytíři Kladno            | 1. ČHL      | 12  | 0             | 3             | 3             | 2             | —             | — | —        | —        | —        |          |          |
| 2020/21     | HC Stadion Litoměřice    | 1. ČHL      | 1   | 0             | 0             | 0             | 0             | —             | — | —        | —        | —        |          |          |
| 2021/22     | Saginaw Spirit           | OHL         | 68  | 18            | 34            | 52            | 26            | —             | — | —        | —        | —        |          |          |
| 2022/23     | Saginaw Spirit           | OHL         | 61  | 27            | 29            | 56            | 24            | 11            | 8 | 9        | 17       | 0        |          |          |
| 2023/24     | Saginaw Spirit           | OHL         | 54  | 19            | 43            | 62            | 22            | 17            | 3 | 6        | 9        | 2        |          |          |
| 2024/25     | Henderson Silver Knights | AHL         | 71  | 11            | 8             | 19            | 20            | —             | — | —        | —        | —        |          |          |
| OHL celkově | OHL celkově              | OHL celkově | 183 | 64            | 106           | 170           | 50            | 11            | 8 | 9        | 17       | 0        |          |          |

### Reprezentace
| Rok                       | Tým                       | Soutěž                    | Z  | G | A  | B  | TM |
| ------------------------- | ------------------------- | ------------------------- | -- | - | -- | -- | -- |
| 2022                      | Česko 18                  | MS-18                     | 6  | 1 | 2  | 3  | 0  |
| 2022                      | Česko 20                  | MS-20                     | 7  | 2 | 0  | 2  | 0  |
| 2023                      | Česko 20                  | MS-20                     | 7  | 0 | 7  | 7  | 4  |
| 2024                      | Česko 20                  | MS-20                     | 7  | 3 | 1  | 4  | 4  |
| Juniorská kariéra celkově | Juniorská kariéra celkově | Juniorská kariéra celkově | 27 | 6 | 10 | 16 | 8  |

## Osobní život
Mladší sestra bratr Matyáše Šapovaliva, Adéla, je také hokejistkou. Adéla je dvojnásobnou bronzovou medailistkou z mistrovství světa z let 2022 a 2023 a vítězkou Evropského olympijského festivalu mládeže 2022.